# أيوب الكعداوي
أيوب الكعداوي من مواليد 6 نوفمبر 1991 في الدار البيضاء، هو لاعب كرة قدم مغربي يلعب كمهاجم في نادي أولمبيك آسفي.

## مسيرة اللاعب
شارك في دوري أبطال إفريقيا خلال موسم 2018-2019 مع اتحاد طنجة

## روابط خارجية
أيوب الكعداوي على موقع قاعدة بيانات كرة القدم.إي يو (الإنجليزية)